# Nowy Wiśnicz (gmina)
Nowy Wiśnicz est une gmina mixte du powiat de Bochnia, Petite-Pologne, dans le sud de Pologne. Son siège est la ville de Nowy Wiśnicz, qui se situe environ 8 km au sud de Bochnia et 40 km au sud-est de la capitale régionale Cracovie.
La gmina couvre une superficie de 82,49 km2 pour une population de 12 895 habitants.

## Géographie
Outre la ville de Nowy Wiśnicz, la gmina inclut les villages de Chronów, Kobyle, Kopaliny, Królówka, Leksandrowa, Łomna, Muchówka, Olchawa, Połom Duży, Stary Wiśnicz et Wiśnicz Mały.
La gmina borde la ville de Bochnia et les gminy de Bochnia, Brzesko, Gnojnik, Lipnica Murowana, Trzciana et Żegocina.